# リッカルド・カラペッレーゼ
リッカルド・カラペッレーゼ（Riccardo Carapellese, 1922年7月1日 - 1995年10月20日）は、イタリア王国・チェリニョーラ出身のサッカー選手、サッカー指導者。元イタリア代表。ポジションはフォワード。

## 経歴

### クラブ
1922年7月1日、イタリア南部のチェリニョーラに生まれた。ACトリノなどの下部組織で育ち、ACスペツィアやACコモなどのプロヴィンチャでプレー。1946年に移籍したACミランでセリエAにデビューし、在籍3シーズンでリーグ戦106試合出場52得点を記録した。1949年からはスペルガの悲劇により選手を多く失ったACトリノに戻り、同事故で亡くなったヴァレンティーノ・マッツォーラの後を継ぎキャプテンに就任した。1952年にはユヴェントスFCに移籍しジャンピエーロ・ボニペルティらと共にプレーしたが、1シーズンで退団しジェノアCFCに加入。その後CCカターニアを経て、SSテルナーナで現役を引退した。

### 代表
1947年11月9日、ウィーンで行われオーストリア代表に1-5で敗れた親善試合でイタリア代表にデビューした。1949年には、所属していたトリノと同様にマッツォーラの後任としてキャプテンに就任。1950年にブラジルで開催された第4回FIFAワールドカップでは、スウェーデン代表とパラグアイ代表を相手としたグループステージ全2試合で共に自身1得点ずつを決めたものの、チームは1勝1敗でスウェーデンの後塵を拝し決勝トーナメント進出には至らなかった。

### 引退後
選手としての現役を引退した後は監督としてセカンドキャリアを送っていたが、1970年代には娘のダニエーラが薬物の所持や窃盗により逮捕され、1984年にはそのダニエーラが31歳で死去。彼女を支えるために多くの財産を費やしたため、困難を抱えた著名なイタリア人を支援するバッケッリ法による救済を受けた。晩年はアルツハイマー病に侵されるなか、1995年10月20日にリグーリア州ラパッロで73歳で死去した。

## タイトル

### 監督
テルナーナ
- セリエD：1963-1964（ジローネD）